# Fanny Lång
Fanny Alicé Tess Lång (Borlänge, 11 settembre 1996) è una calciatrice svedese, di ruolo difensore, svincolata.

## Carriera

### Club
Lång ha iniziato a giocare a calcio nel Kvarnsvedens IK all'età di sette anni, società con la quale compie tutta la trafila delle giovanili fino alla stagione 2011.
Nel 2012 si trasferisce al Gustafs GoIF, squadra iscritta alla Division 1, allora ancora secondo livello del campionato svedese di categoria, dove Lång, appena quindicenne, viene aggregata alla squadra titolare debuttandovi il 15 aprile 2012 nella sconfitta esterna per 5-0 con l'Umeå Södra, maturando al termine del campionato 15 presenze e condividendo con le compagne l'ultimo posto in classifica nella divisione Norra. Rimasta alla società di Gustafs anche un secondo anno, nella stagione successiva, nuovamente in Division 1 ma che dal 2013 è diventata terzo livello, Lång ha giocato 21 partite di campionato segnando due reti.
Per la stagione 2014, Lång è tornata al suo club madre, il Kvarnsvedens IK. A disposizione del tecnico Lasse Ericson scende in campo sin dalla 1ª giornata di campionato, il 12 aprile 2014, nella vittoria casalinga per 2-1 con il Limhamn Bunkeflo. In quell'anno Lång fu vittima di un infortunio che ne condizionò la disponibilità, maturando in totale, nel campionato di Elitettan (secondo livello) 2014, solo due presenze.
Per la stagione 2015 è tornata al Gustafs GoIF, giocando 21 partite e segnando due gol per il club in Division 1.
Per la stagione 2016 Lång è stata ingaggiata dal Sirius, squadra iscritta alla Elitettan 2016, dove debutta il 17 aprile 2016 nella vittoria interna per 1-0 con il Sunnanå SK, maturando 20 presenze in campionato, realizzando 2 reti e contribuendo a far raggiungere alla squadra di Uppsala il quarto posto in classifica. Rimane legata alla squadra anche dopo la decisione della sezione femminile di proseguire come società separata, iscritta alla successiva stagione come IK Uppsala. Con i nuovi colori disputa l'Elitettan 2017 scendendo in campo in tutti i 22 incontri di campionato.
Nel dicembre 2017 Lång è stata ingaggiata dall'AIK, con il quale sottoscrive un contratto di un anno; con la squadra di Solna gioca un campionato di metà classifica, maturando 13 presenze con un gol segnato, concludendo l'Elitettan 2018 al nono posto che le garantisce la salvezza.
Nel novembre 2018 si trasferisce al Djurgården, firmando un contratto annuale per affrontare la stagione 2019 per la prima volta nel livello di vertice del campionato svedese femminile, la Damallsvenskan. Dopo aver contribuito a far raggiungere alla sua nuova squadra una sofferta salvezza, il nuovo campionato vede il Djurgården militare nuovamente nella parte bassa della classifica riuscendo ancora a scongiurare la retrocessione, chiudendo la Damallsvenskan 2020 al nono posto. Nel dicembre 2020 Lång ha prolungato il suo contratto di un altro anno, e dopo aver contribuito nuovamente alla salvezza, nono posto nel campionato di Damallsvenskan 2021, al termine della stagione non ha ricevuto un prolungamento del contratto e ha lasciato il club
Per il 2022 coglie l'opportunità di disputare il suo primo campionato all'estero, sottoscrivendo un accordo con il Kolbotn e giocare così la Toppserien, massimo livello norvegese di categoria, per la stagione entrante. Anche qui deve condividere una stagione difficile, con la sua nuova squadra che chiude la stagione regolare al 5º posto e che la costringe a giocarsi la permanenza in Toppserien nella Poule salvezza; maturando solo una vittoria, due pareggi e quattro sconfitte il Kolbotn chiude all'ultimo posto venendo così retrocesso in 1. divisjon. Nella prima fase Lång matura complessivamente 14 presenze, siglando il suo primo gol "norvegese", la seconda rete nella vittoria interna per 2-1 sul LSK Kvinner alla 13ª giornata.
Nel marzo 2023 l'Inter annuncia il suo arrivo in nerazzurro stipulando un contratto fino al 30 giugno 2023.